# 基斯陨石坑
基斯陨石坑（Kies）是位于月球正面云海西南的一座大撞击坑残迹，约形成于38-32亿年前的晚雨海世，其名称取自十八世纪德国天文学家暨数学家约翰·基斯（Johann Kies，1713年-1781年），1935年被国际天文学联合会批准接受。

## 描述

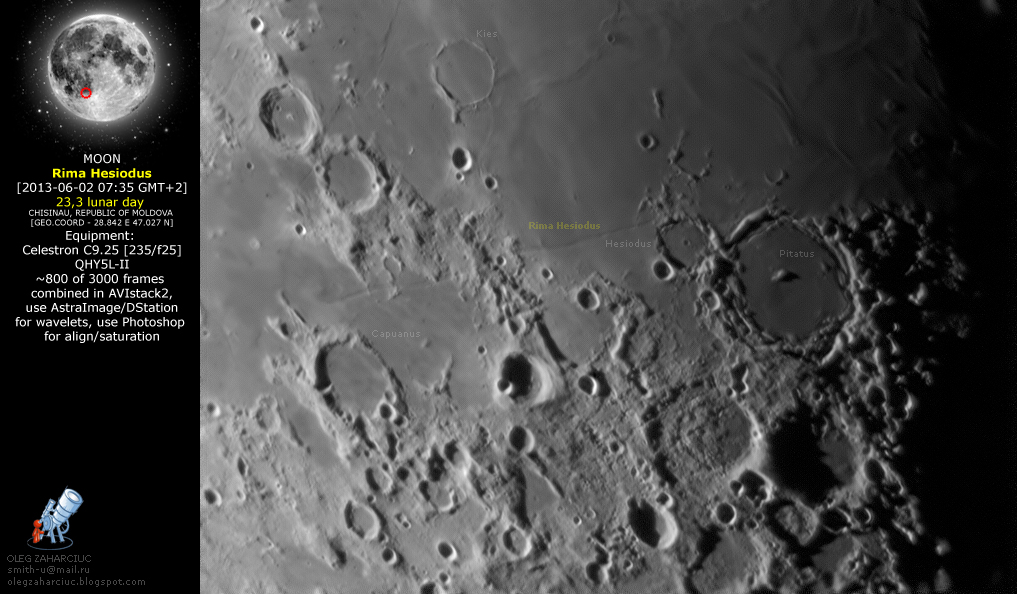
基斯陨石坑的周边

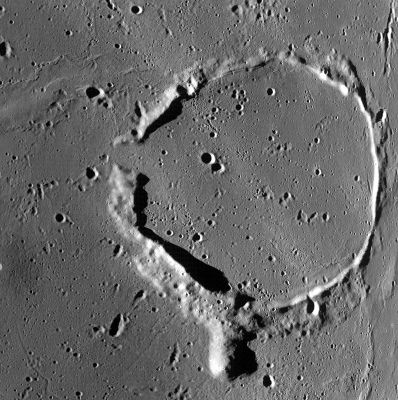
基斯陨石坑，月球勘测轨道飞行器拍摄。

该陨坑西北偏西毗邻西帕路斯环形山、西北靠近柯尼希陨石坑、布利奥环形山坐落在它的北面、东北则是沃夫陨石坑、更大的皮塔屠斯环形山和魏斯环形山则分别坐落在它的东南偏东和东南偏南、而它的西南则矗立着墨卡托环形山与坎帕努斯环形山。基斯陨石坑的西侧延伸着西帕路斯月溪（Rimae Hippalus），南面分布着赫西俄德月溪和墨卡托峭壁（Rupes Mercator）。
该陨坑中心月面坐标为26°19′S 22°38′W / 26.31°S 22.63°W，直径45.5公里，深度约390米。
基斯陨石坑外观呈不规则的圆形，内部已完全被玄武岩熔岩淹没，只剩下残缺的外壁露出在云海表面之上。沿坑壁布满了大量的裂口，使之形成一圈环状的山脊，只有南侧和东北坑壁相对最完整。南侧外壁连接了一道向南延伸的三角状山脊。该陨坑的坑壁平均高出周边地形730米，内部容积约1600公里³。坑内地表从西北往东南纵贯着数道明亮的条纹，在陨坑东侧也平行分布着一些射纹束。
距基斯陨石坑东南约45公里处，坐落着一座底部直径14公里、高160米的月丘-基斯 Pi（π），其顶端带有一座小坑，非常像一座盾状火山。

## 卫星陨石坑
按惯例，最靠近基斯陨石坑的卫星坑将在月图上以字母标注在它的中心点旁边。
| 基斯 | 纬度    | 经度    | 直径    |
| ---- | ------- | ------- | ------- |
| A    | 28.3° S | 22.7° W | 16 公里 |
| B    | 28.7° S | 21.9° W | 9 公里  |
| C    | 26.0° S | 26.1° W | 5 公里  |
| D    | 24.9° S | 18.5° W | 6 公里  |
| E    | 28.7° S | 22.7° W | 6 公里  |

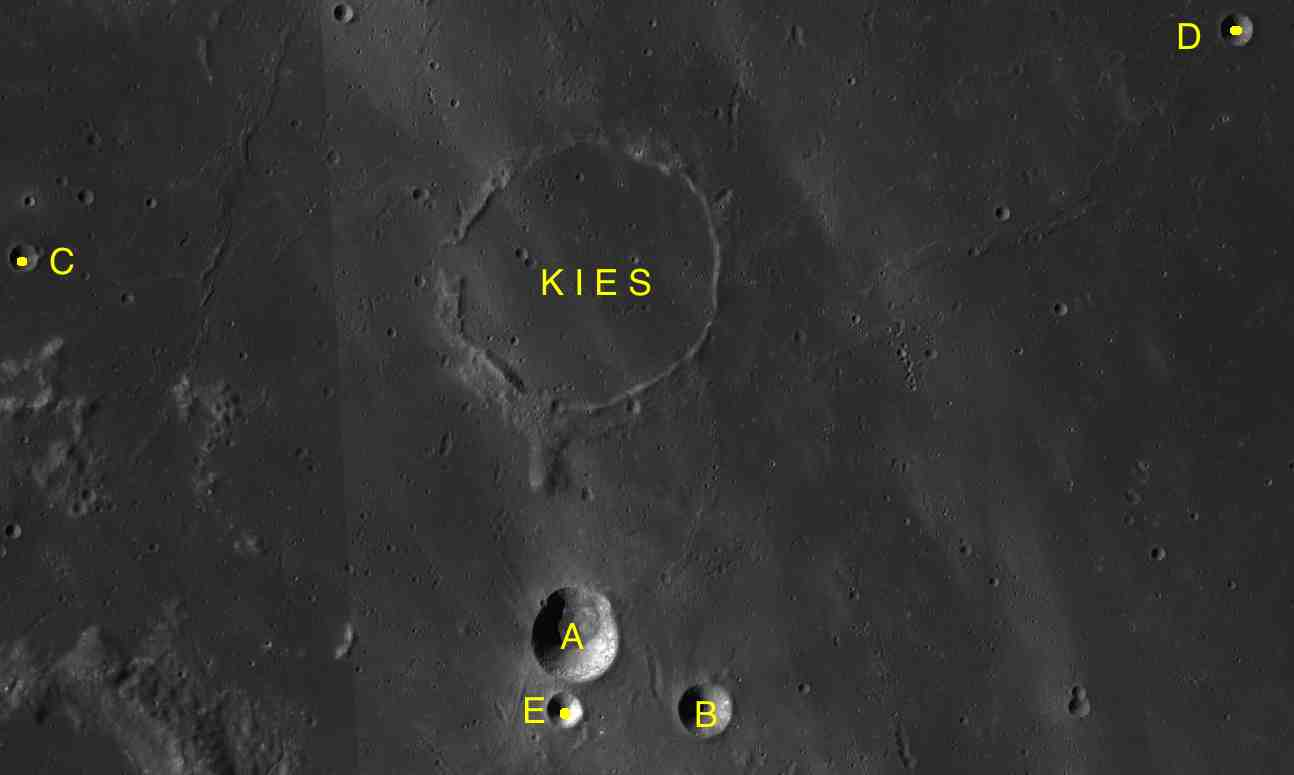
LAC-94 区域图

- 卫星坑基斯 A已被月球和行星观测协会（ALPO）列入《内侧壁坡带有暗黑辐射纹的撞击坑列表》[6]。

## 参引资料
1. ↑  Kies （页面存档备份，存于）, Gazetteer of Planetary Nomenclature International Astronomical Union (IAU) Working Group for Planetary System Nomenclature (WGPSN)
2. 1 2 3  Lunar Impact Crater Database
3. ↑   (PDF).   [2016-10-04]. （原始内容存档 (PDF)于2013-02-20）.
4. ↑  .   [2016-10-04]. （原始内容存档于2020-06-23）.
5. ↑  .   [2016-10-04]. （原始内容存档于2014-12-18）.
6. ↑  of craters with dark radial bands of the Association of Lunar and Planetary Astronomy (ALPO)[永久]

## 另请参阅
- Andersson, L. E.; Whitaker, E. A. . NASA RP-1097. 1982.
- Blue, Jennifer. . USGS. July 25, 2007  [2007-08-05]. （原始内容存档于2014-09-24）.
- Bussey, B.; Spudis, P. . New York: Cambridge University Press. 2004. ISBN 978-0-521-81528-4.
- Cocks, Elijah E.; Cocks, Josiah C. . Tudor Publishers. 1995. ISBN 978-0-936389-27-1.
- McDowell, Jonathan. . Jonathan's Space Report. July 15, 2007  [2007-10-24]. （原始内容存档于2012-05-26）.
- Menzel, D. H.; Minnaert, M.; Levin, B.; Dollfus, A.; Bell, B. . Space Science Reviews. 1971, 12 (2): 136–186. Bibcode:1971SSRv...12..136M. doi:10.1007/BF00171763.
- Moore, Patrick. . Sterling Publishing Co. 2001. ISBN 978-0-304-35469-6.
- Price, Fred W. . Cambridge University Press. 1988. ISBN 978-0-521-33500-3.
- Rükl, Antonín. . Kalmbach Books. 1990. ISBN 978-0-913135-17-4.
- Webb, Rev. T. W.  6th revised. Dover. 1962. ISBN 978-0-486-20917-3.
- Whitaker, Ewen A. . Cambridge University Press. 1999. ISBN 978-0-521-62248-6.
- Wlasuk, Peter T. . Springer. 2000. ISBN 978-1-85233-193-1.